# Гарбузовий суп
Гарбузовий суп — це зазвичай густий суп, приготований із гарбузового пюре. Його готують шляхом змішування м'якоті гарбуза з відваром або бульйоном. Суп можна подавати гарячим або холодним. Це популярна страва до Дня Подяки в Сполучених Штатах. Різні варіанти цієї страви відомі в багатьох європейських країнах, Сполучених Штатах та інших районах Північної Америки, а також в Австралії. Гарбузовий суп був основним продуктом харчування для військовополонених у північнов'єтнамських таборах військовополонених під час В'єтнамської війни.

## Приготування
Гарбуз, який спочатку був окремо обсмажений, можна використовувати для приготування супу. Обсмажування гарбуза може служити для концентрації аромату. Суп можна приготувати з шматочками гарбуза, а також з пюре з гарбуза. Можна використовувати попередньо приготований заморожений гарбуз, а також підготовлені пакети попередньо приготованого замороженого пюре. Гарбузовий суп з горіхами може мати солодкий смак через цукор, присутній в гарбузі. Додаткові основні інгредієнти в приготуванні гарбузового супу можуть включати бульйон, цибулю, вершки, спеції, такі як шавлія і чебрець, сіль і перець. Гарбузовий суп можна подавати гарячим або холодним.

## Історія
Гарбузові «пироги», зроблені ранніми американськими колоністами, мали більше схожості з пікантним супом, що подається в гарбузі, ніж з солодким заварним кремом в скоринці.
Гарбузовий суп був основним продуктом харчування для військовополонених у північнов'єтнамських таборах військовополонених під час В'єтнамської війни.
Суп з гарбузів — це суп в африканській кухні. Це частина кухні Північної Африки, а також кухні Мозамбіку і Намібії, які розташовані в Південній Африці. Суп з кабачків також подають в інших країнах, він є частиною інших кухонь. Суп Джуму (Soup Joumou) традиційно вживається на Гаїті в день Нового року (1 січня), як історична данина незалежності Гаїті в 1804 році.

## Галерея

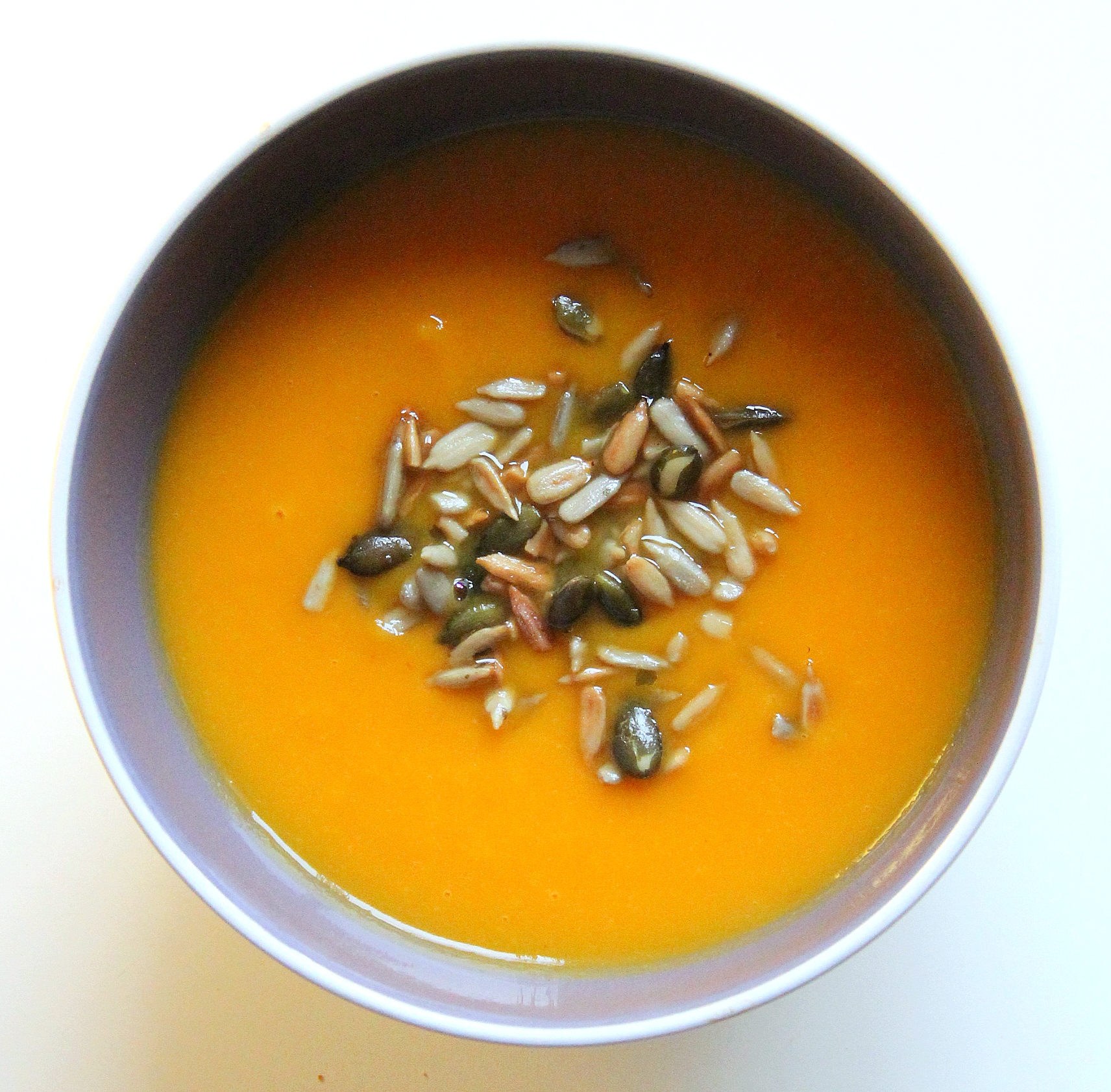
Гарбузовий суп
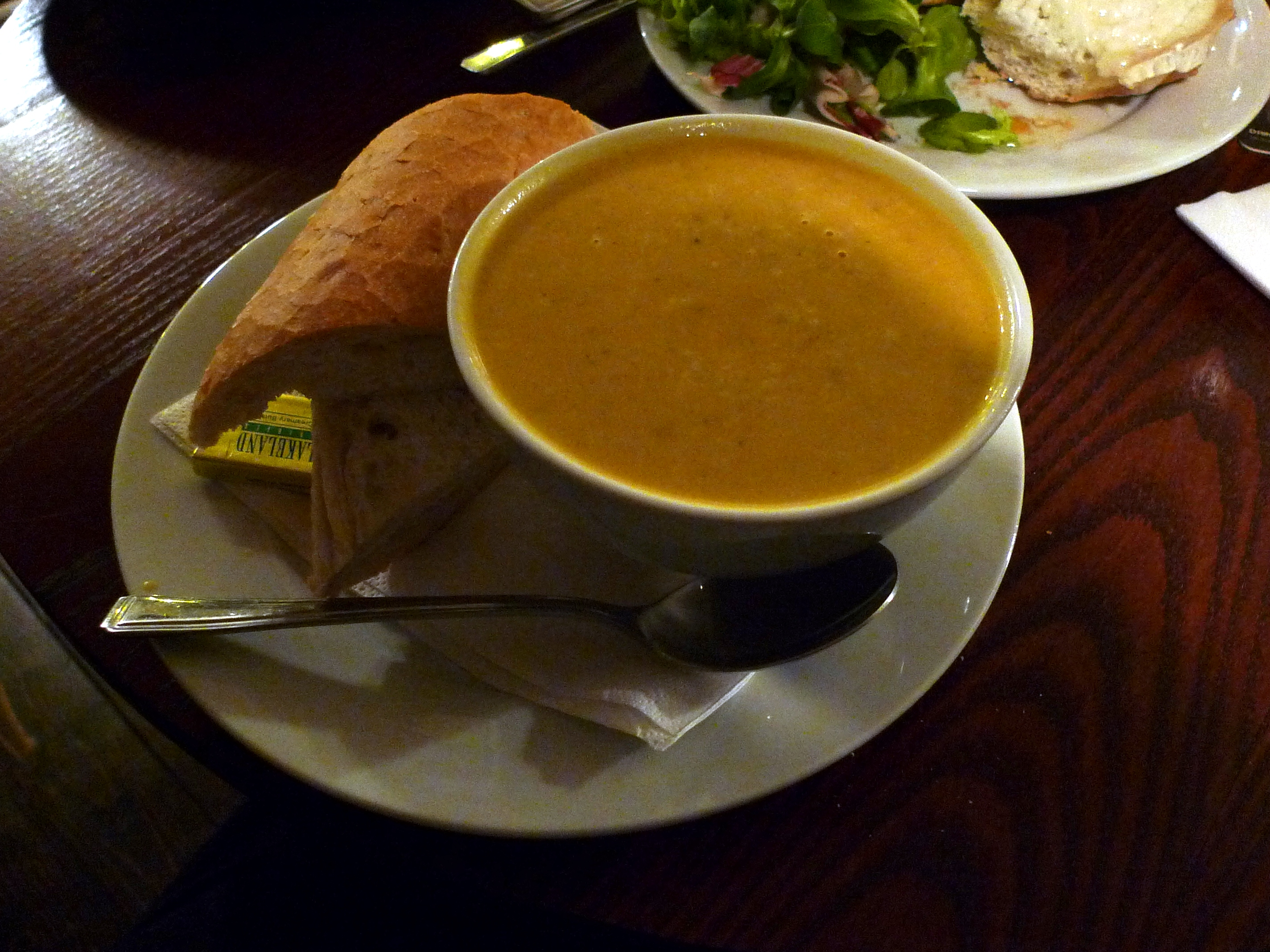
Гарбузовий суп зі смаженими горіхами
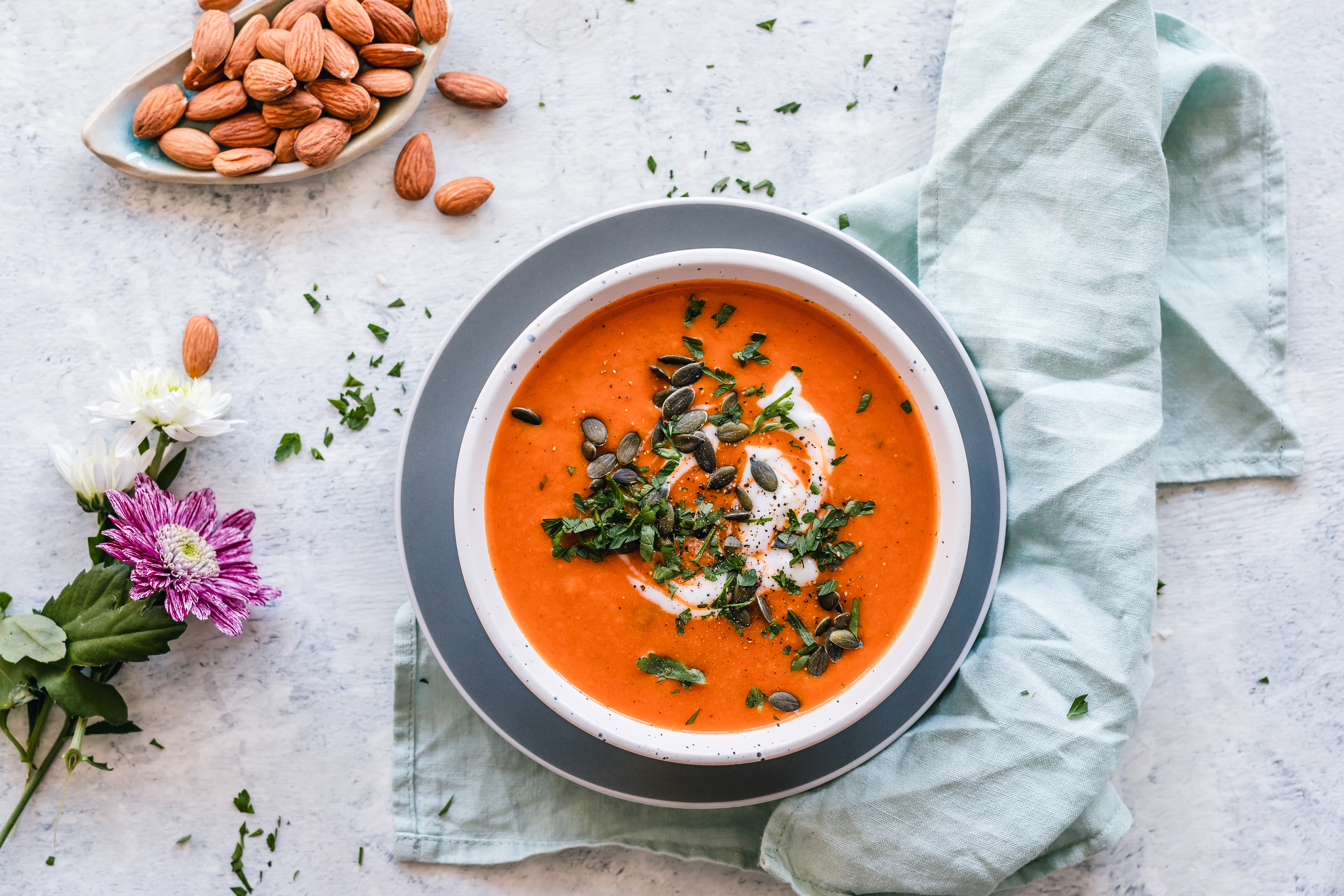
Томатно-гарбузовий суп
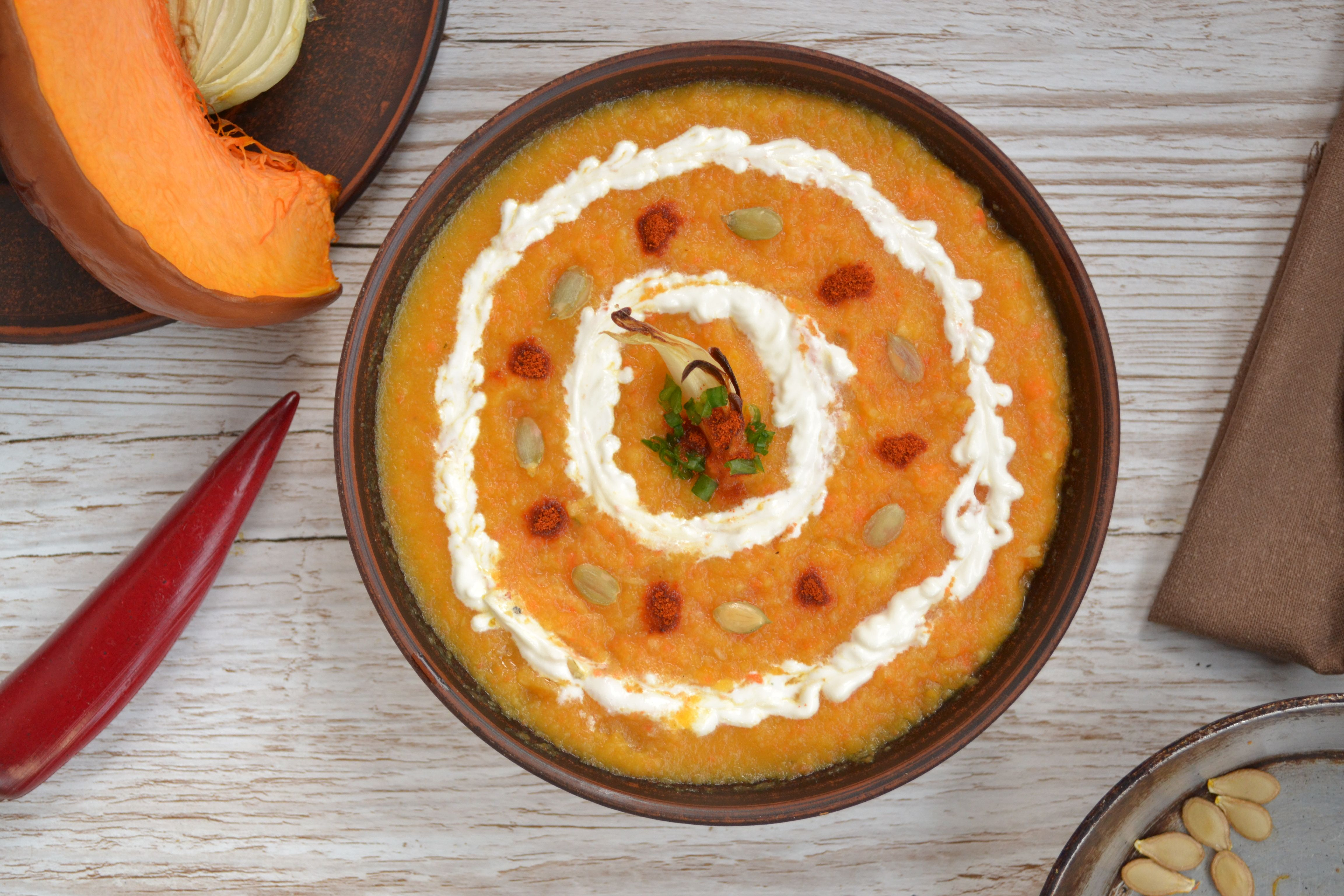
Гарбузовий суп-пюре